# Prodysderina armata
Prodysderina armata är en spindelart som först beskrevs av Simon 1893.  Prodysderina armata ingår i släktet Prodysderina och familjen dansspindlar.
Artens utbredningsområde är Venezuela. Inga underarter finns listade i Catalogue of Life.